# Honolulu (Film)
Honolulu ist ein deutscher Episodenfilm aus dem Jahr 2000. Der Film war eine Initiative von BR und Bavaria, sieben Regie-Absolventen der Münchner Filmhochschule die Möglichkeit zu geben, sich im Kino vorzustellen, u. a. Vanessa Jopp und Florian Gallenberger. Die Geschichten schildern 24 Stunden eines Wochenendes in München und werden durch die Fahrt eines Münchner Linienbusses strukturiert. Die Premiere des Films war am 27. Juni 2000 beim Filmfest München, der Kinostart am 19. Juli 2001.

## Handlung
7 Uhr: Nach einem Punk-Konzert sind Pattex und Horst irgendwo im Niemandsland gestrandet. Während sie auf den Bus warten, denken sie an Mädchen und philosophieren über den Sinn des Lebens (Episode „Bus Stop I“, Regie: Matthias Lehmann).
10 Uhr: Im Strom gestresster Samstagseinkäufer beschließt Johanna, ihr Leben grundsätzlich zu ändern. Sie bekräftigt diesen Entschluss, indem sie im Supermarkt ein Glas Honig klaut (Episode „Oh, happy Day“, Regie: Beryl Schennen).
19 Uhr: Cleonise trifft einen jungen Mann mit einem Lamm an einer Imbissbude. Ismael hat es aus den Fängen seines Vaters gerettet, der Metzger ist. Nun ist er auf der Flucht vor seinen wütenden Brüdern (Episode „Ismael und Cleonise“, Regie: Florian Gallenberger).
22 Uhr: Laura und Giulia machen sich für eine wilde Nacht bereit und brezeln sich gewaltig auf (Episode „Saturday Night“, Regie: Saskia Jell).
24 Uhr: Pattex und Horst hängen immer noch an der Bushaltestelle fest, ihre Gedanken kreisen noch immer um das gleiche Thema (Episode „Bus Stop II“, Regie: Matthias Lehmann).
1 Uhr: Julia klettert über den Zaun eines Freibads, um sich dort ungestört und hemmungslos ihrem Liebeskummer zu widmen (Episode „Heul doch“, Regie: Uschi Ferstl).
3 Uhr: Nadja, ein Mädchen vom Land, kommt angetrunken aus der Disco und muss dringend auf die Toilette (Regie: Vanessa Jopp, Sandra Schmidt).

## Kritik
Der Filmdienst urteilte: „Ausbruchsutopien stehen neben kleinen Liebesfilmen und ergänzen sich zu plakativen bis kitschigen, klischeehaften bis pubertären Zustandsbeschreibungen, die allenfalls als signalartige Chiffre für Gefühle und Befindlichkeiten einer jungen Generation interessant sind. Das Gemeinschaftsprojekt von sieben Absolventen der Münchner Filmhochschule ist bei allen Schwächen eine eindrucksvolle Visitenkarte für die hervorragenden jungen Darstellerinnen und Darsteller.“